# Штефенешть-Сат
Штефенешть-Сат, Штефенешті-Сат (рум. Ștefănești-Sat) — село у повіті Ботошані в Румунії. Адміністративно підпорядковане місту Штефенешть.
Село розташоване на відстані 382 км на північ від Бухареста, 39 км на схід від Ботошань, 76 км на північний захід від Ясс.

## Населення
За даними перепису населення 2002 року у селі проживали 1108 осіб.
Національний склад населення села:
| Національність | Кількість осіб | Відсоток |
| -------------- | -------------- | -------- |
| румуни         | 1103           | 99,5%    |
| цигани         | 5              | 0,5%     |

Рідною мовою назвали:
| Мова      | Кількість осіб | Відсоток |
| --------- | -------------- | -------- |
| румунська | 1103           | 99,5%    |
| циганська | 5              | 0,5%     |